# پت بالدوین
پت بالدوین (انگلیسی: Pat Baldwin؛ زادهٔ ۱۲ نوامبر ۱۹۸۲) بازیکن فوتبال اهل بریتانیا است.
از باشگاه‌هایی که در آن بازی کرده‌است می‌توان به باشگاه فوتبال کولچستر یونایتد، باشگاه فوتبال ویموث، باشگاه فوتبال ساوتند یونایتد، باشگاه فوتبال بریستول راورز، باشگاه فوتبال اکستر سیتی، و باشگاه فوتبال سنت آلبنز سیتی اشاره کرد.